# Way Back
"Way Back" é uma canção do grupo americano TLC, com Snoop Dogg, para seu quinto álbum de estúdio, TLC (2017). Foi lançado como o primeiro single em 14 de abril de 2017, pela recém-formada gravadora 852 Musiq e pela gravadora independente Cooking Vinyl sediada no Reino Unido. A canção foi escrita pela integrante do grupo Tionne Watkins e James Abrahart e foi produzida por D'Mile.

## Antecedentes e promoção
Em 12 de abril de 2017, o TLC anunciou no Twitter: "Sintonize @BBNcrew amanhã @ 12PM EST para ouvir pela primeira vez nosso novo single, Way Back. Mal posso esperar para compartilhar com você! #TLCgoeswayback". "Way Back" estreou em 13 de abril através do serviço de rádio na Internet iHeartRadio.

## Recepção crítica
A Billboard descreveu a música como tendo um groove "G-funk, R&B". Time declararou em um artigo, "A dupla nos presenteou com um bop de retrocesso extra especial para o final de semana na forma da novíssima faixa "Way Back", uma melodia suave que marca seu primeiro lançamento em 15 anos".

## Videos
O TLC entrou no Big Boys Neighborhood para promover o single e anunciou um concurso que permitiria a alguns fãs sortudos serem extras no vídeo! Os fãs sortudos foram selecionados em 19 de abril de 2017 via Facebook e receberam instruções específicas para a manhã seguinte.
Para surpresa dos fãs, o TLC realmente filmou o videoclipe de "Haters" no mesmo dia no mesmo local. Os fãs que foram selecionados são todos apresentados como dançarinos de apoio na cena de dança em torno do carro conversível azul durante o refrão.
O videoclipe foi filmado em North Hollywood, Califórnia, em 20 de abril de 2017, das 7h às 22h.
O vídeo foi lançado em 6 de junho de 2017 e recebeu críticas positivas e ganhou 2 milhões de visualizações no YouTube em 48 horas.

## Desempenho comercial
Nos Estados Unidos, "Way Back" estreou no trigésimo terceiro lugar na Billboard Twitter Top Tracks em 29 de abril de 2017. A música também estreou no número vinte e oito na parada Adult R&B Songs em 6 de maio, 2017. Em sua segunda semana, a música ficou no número vinte e três. Em sua terceira e quarta semana, a música ficou no número dezenove e quinze, respectivamente. Em sua quinta semana a canção subiu um lugar, mapeando no número catorze. A música entrou no Top 10 em sua décima primeira semana.

## Faixas
| Download digital explícito |                                   |         |  |
| N.º                        | Título                            | Duração |  |
| 1.                         | "Way Back" (featuring Snoop Dogg) | 3:47    |  |

| Digital download – álbum |                                                  |         |  |
| N.º                      | Título                                           | Duração |  |
| 1.                       | "Way Back" (featuring Snoop Dogg) (extended mix) | 4:26    |  |

## Paradas Musicais

### Paradas semanais
| Chart (2017)          | Maior posição |
| --------------------- | ------------- |
| EUA (Adult R&B Songs) | 8             |

## Histórico de lançamento
| País        | Data                | Formato                                                       | Gravadora     | Ref.   |
| ----------- | ------------------- | ------------------------------------------------------------- | ------------- | ------ |
| Reino Unido | 14 de abril de 2017 | Download digital — explícito                                  | Cooking Vinyl | [ 14 ] |
| Japão       | 28 de abril de 2017 | Download digital — explícito                                  | 852 Musiq     | [ 15 ] |
| Vários      | 30 de junho de 2017 | Download digital — versão estendida (como parte do álbum TLC) | Cooking Vinyl | [ 16 ] |